# Juana de Ibarbourou
Juana Fernández Morales, coneguda com Juana de Ibarbourou (Melo, 8 de març de 1892 - Montevideo, 15 de juliol de 1979) fou una poeta uruguaiana.

## Biografia
Segons diverses versions, va nàixer l'any 1892 tot i que ella declarava haver nascut el 1898. Aquestes confusions també existeixen amb el seu nom complet, Juana Fernández Morales o Morelos de Ibarbourou, però el pseudònim literari Juana de Ibarbourou és el més difós. El seu cognom va ser adoptat del seu marit, el capità Lucas Ibarbourou, amb qui es va casar quan tenia vint anys. Son pare era basc espanyol i sa mare pertanyia a una de les famílies espanyoles més antigues de l'Uruguai.
Va publicar els seus primer poemes amb el pseudònim Jeannette d'Ibar a la premsa de Montevideo.
Va aconseguir una gran popularitat en l'àmbit castellanoparlant per les seues primeres col·leccions de poemes. Va ser elegida membre de l'Acadèmia uruguaiana l'any 1947, i l'any 1959 li va ser concedit el premi nacional de literatura, atorgat aquest any per primera vegada. Les seues obres estan marcades pel modernisme i, temàticament, se centren en temes com ara l'amor de la maternitat, la bellesa física i la natura, que expressa amb un cert llast retòric.

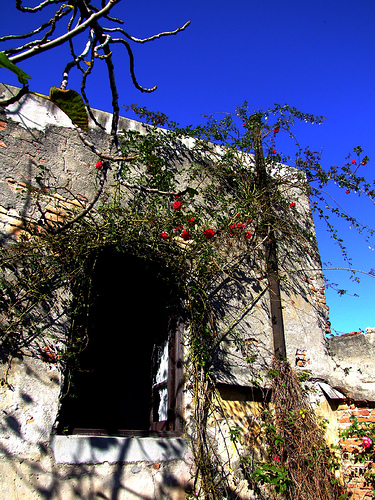
Residència de Juana de Ibarbourou. Funciona actualment com a museu

Les seues dues primeres col·leccions de poemes, d'estil modernista, van ser Las lenguas de diamante ('Les llengües de diamant', 1919) i El cántaro fresco ('El cànter fresc', 1920). Van tenir repercussió internacional i van ser traduïts a diverses llengües, igual que altres reculls de poemes posteriors. L'originalitat del seu estil va consistir a unir un ric cromatisme amb imatges modernistes per palesar un sentit optimista de la vida, amb un llenguatge senzill, sense complexitats conceptuals, que redunda en una expressivitat fresca i natural. A partir de llavors va publicar més de trenta llibres, la majoria dels quals van ser col·leccions de poesia, tot i que va escriure també memòries de la seua infantesa com Chico Carlo (1944), i un llibres per a infants (vegeu Obres). La seua àmplia popularitat la va fer mereixedora del sobrenom de «Juana de América», que va rebre el 1929 en una cerimònia en el Palau Legislatius de l'Uruguai i que va ser presidida pel poeta uruguaià Juan Zorrilla de Sanmartín.
Els seus poemes han estat traduït a altres llengües, entre les quals el xinès; de fet, poemes seus van ser inclosos en diverses antologies de poesies llatinoamericana publicades a la Xina els anys 1985, 1988, 1994 i 1996.

## Obres
- Las lenguas de diamante (1918/9)
- Cántaro fresco (1920)
- Raíz salvaje (1922)
- Ejemplario (1927, llibre de lectura per a infants)
- La rosa de los vientos (1930)
- Loores de Nuestra Señora (1934/5)
- Estampas de la Biblia (1934/5)
- Chico Carlo (1944, contes autobiogràfics de la infantesa)
- Los sueños de Natacha (1945, teatre infantil sobre temes clàssics)
- Perdida (1950)
- Azor (1953)
- Mensaje del escriba (1953)
- Romances del destino (1955)
- Oro y tormento (1956)
- Canto rodado (1958)
- Los mejores poemas (1968, Antologia de la seua producció lírica)
- Juan Soldado (1971, col·lecció de vuit relats)